# Natalja Aleksejeva
Natalja Aleksandrovna Aleksejeva (Russisch: Наталья Александровна Алексеева; geboortenaam: Свинухова; Svinoechova) (Leningrad, 20 mei 1972) is een voormalig Russische basketbalspeelster, die speelde voor het nationale team van Rusland.

## Carrière
Aleksejeva begon haar carrière bij Elektrosila Leningrad. Met die club werd ze Landskampioen van de Sovjet-Unie in 1990. In 1992 veranderde de naam van de club in Force-Majeure Sint-Petersburg. In 1996 stapte ze over naar SKA Stal Sint-Petersburg. In 1997 ging ze naar Volna Sint-Petersburg. In 2002 keerde ze terug bij haar eerste club, die nu onder de naam Baltiejskaja Zvezda Sint-Petersburg speelde. In 2007 verandert de naam van de club in Spartak Sint-Petersburg. In 2008 verhuist ze naar Spartak Oblast Moskou Vidnoje. Door een zware blessure komt ze bij Spartak maar tot acht wedstrijden (zeven in het Russisch kampioenschap en één in de EuroLeague Women). Na haar zware blessure sluit ze in 2010 haar carrière af bij Lativki Loehansk in Oekraïne.
Met Rusland won ze brons op het Europees Kampioenschap in 1995 en speelde ze op de Olympische Spelen in 1996.
Sinds 2017 is Aleksejeva assistent coach bij Spartak Sint-Petersburg.

## Erelijst
- Landskampioen Sovjet-Unie: 1
  - Winnaar: 1990
- Landskampioen Rusland:
  - Tweede: 1995
  - Derde: 2000
- Europees Kampioenschap:
  - Brons: 1995